# Rainer Goerdeler
Rainer Goerdeler (* 9. März 1941 in Leipzig) ist ein deutscher Jurist und Betriebswirt.  Er war Ministerialbeamter in Bonn und im Auswärtigen Dienst.

## Leben
Goerdeler ist eines von fünf Kindern des Politikers Ulrich Goerdeler (1913–2000) und dessen Ehefrau Irma, geb. Reuter. Er begann an der Universität Marburg Rechtswissenschaft und Volkswirtschaftslehre zu studieren. 1959 wurde er Mitglied des Corps Teutonia Marburg. Später wechselte er an die Freie Universität Berlin, die Universität München und die Universität Nancy. Seit 1963 Referendar, wurde er 1967 zum Dr. iur. promoviert. Er bestand 1968 die Assessorprüfung und trat 1969 in das Bundesministerium für wirtschaftliche Zusammenarbeit und Entwicklung (BMZ) ein. 1972 wurde er zum Auswärtigen Amt abgeordnet und an die OECD-Vertretung in Paris geschickt. Seit 1975 auch Betriebswirt, war er von 1978 bis 1981 Direktor bei der Asiatischen Entwicklungsbank in Manila. Von 1984 bis 1988 war er Entwicklungsreferent an der Deutschen Botschaft in Peking. Danach kehrte er in das BMZ zurück. Als Ministerialdirigent, Unterabteilungsleiter und Beauftragter für Asien, Süd-Ost-Europa und Afghanistan wurde er 2005 pensioniert. Er war 1993 Gründungsmitglied der „Gesellschaft der Freunde des Gewandhauses zu Leipzig“. Er ist Kuratoriumsmitglied und seit 2000 Vorsitzender der Carl und Anneliese Goerdeler-Stiftung, die seit 1999 den Grassipreis und den Carl-Goerdeler-Preis vergibt.
Als Enkel von Carl Friedrich Goerdeler (1884–1945) wurde er nach dem gescheiterten Attentat vom 20. Juli 1944 wie andere „Kinder des 20. Juli“ in das Kinderheim im Borntal in Bad Sachsa verschleppt und gelangte erst zwei Monate nach Kriegsende wieder in die Obhut seiner Familie. Der Filmregisseur Jean-Pierre Isbouts interviewte ihn 2008 für seinen Dokumentarfilm Stauffenbergs Anschlag auf Hitler.

## Ehrungen
- Verdienstorden der Bundesrepublik Deutschland, Bundesverdienstkreuz am Bande (2007)

## Werke
- Die Staatensukzession in multilaterale Verträge; eine Darstellung der Praxis der Gebietsnachfolger Frankreichs in Afrika. Duncker & Humblot, Berlin 1970. GoogleBooks